# Anna Klevská
Anna Klevská, známá též jako Anne de Clèves (22. září 1515 – 16. července 1557), byla druhá nejstarší dcera klévského vévody Jana III. Klevského a jeho manželky Marie Geldernské. Je známá především díky svému sňatku a krátkému manželství s anglickým králem Jindřichem VIII., čímž se stala první německou královnou Anglie.

## Dětství a mládí
O Annině životě před sňatkem s anglickým králem Jindřichem VIII. toho nevíme mnoho. Vyrůstala se svou matkou a sestrami Amálií a Sibylou na zámku Berg nedaleko Düsseldorfu. Annin otec Jan III. byl příznivcem Erasma Rotterdamského a umírněné reformace, stál tak na opačné straně než císař Svaté říše římské Karel V. a zbytek katolické Evropy.
Na malý německý knížecí dvůr nepronikly žádné novoty, neoblékali se podle italské módy, která byla v období renesance ve šlechtických kruzích běžná. Z téhož důvodu se Anně i jejím sestrám dostalo výchovy a vzdělání ve starém duchu s důrazem na ruční práce (šití a vyšívání), nikoli však na výuku jazyků, zpěvu či hry na hudební nástroj.
V dětském věku byl pro Annu dohodnut sňatek s Františkem I. Lotrinským, který se však neuskutečnil. Po otcově smrti v únoru 1539 převzal panství jeho syn Vilém Bohatý a pokračoval v otcově politice.

## Sňatek s Jindřichem VIII.
Sňatek s Annou Klevskou byla převážně otázka politiky. Ve stejné době se Svatá říše Římská spojila s Francií a uvažovalo se o útoku na Anglii. Spojenecké síly protestantského Klevska by pro takový boj představovaly obrovskou výhodu. Přesto se Jindřich nechtěl ženit, dokud svou nastávající nespatří. Vyslal za ní několik svých rádců, aby mu podali zprávu o její podobě. Annino vychování však nedovolovalo se odhalovat a družit s cizími lidmi, proto zůstala skryta až do příjezdu Jindřichova dvorního malíře Hanse Holbeina mladšího.
Když pak Jindřich spatřil Annu poprvé na vlastní oči, byl údajně jejím vzhledem velmi zklamán. Podle tehdejšího obyčeje byl její portrét zřejmě velmi zidealizovaný a vyhnul se zobrazení některých nedostatků; uvádí se, že Annina tvář nesla stopy po prodělaných neštovicích a díky fototypu pleti měla obličej celý flekatý od pigmentových skvrn. Král se prý nedokázal opanovat a jednou ji nazval „vlámskou kobylou“. Anna navíc neuměla anglicky a král ani slovo německy. Jindřich ji však pod hrozbou války ze stran Španělska, Francie a případně i hněvu Klevska nemohl poslat zpátky. Svatba se uskutečnila 6. ledna roku 1540 v Greenwichi. Už svatební noc však nedopadla dobře a k intimnímu vztahu mezi Jindřichem a Annou zřejmě nedošlo ani v dalších dnech. Jindřich se později vyjádřil: „… nic v sobě nemá pěkného a vypadá špatně zepředu i zezadu. Povislá prsa i jiné znaky ve mně vyvolaly jistotu, že již není pannou. Její tělo nemá nic, co by vyvolalo jakékoli touhy.“ Anny se ovšem nikdo neptal, co ona soudí o Jindřichovi, který měl tehdy už 145 cm v pase, neléčitelný zapáchající bércový vřed na noze a nejspíš také trpěl impotencí.

## Rozvod a život po něm
Po několika měsících Jindřich VIII. navrhl své ženě rozvod. Anna se nejprve psychicky zhroutila, ale pak rázně prohlásila, že rozvod by byl pro ni urážkou. Byla však rozumná žena a dobře si uvědomovala, že král nakonec prosadí své přání třeba i násilím. Byla si vědoma i toho, jak dopadla v manželství s Jindřichem její předchůdkyně Anna Boleynová. Na rozvod přistoupila poté, co jí Jindřich VIII. nabídl jako odstupné pravidelný finanční příjem, dva paláce a služebnictvo. Manželství bylo po pouhých šesti měsících od uzavření sňatku rozvedeno a jako důvod byl uveden zřejmě pravdivý fakt, že nebylo nikdy naplněno.
Anna získala vše, co jí Jindřich slíbil i další zvláštní pocty (mezi jiným hrad Hever, který byl kdysi sídlem Boleynů) a mohla od této chvíle používat titul králova sestra; žila nadále v Anglii a byla finančně dobře zajištěna. Naučila se anglicky a tvrdí se, že si na dvoře našla mnoho milenců. Její finanční situace se zhoršila až po smrti Jindřicha VIII. Ke konci života přešla ke katolické víře a byla v dobrých vztazích s oběma Jindřichovými dcerami, jak královnou Marií, tak Alžbětou. Zemřela v Londýně 16. července 1557 jako poslední z žen Jindřicha VIII. Jako jediná z nich je také pochována ve Westminsterském opatství. Má náhrobek u hlavního oltáře, na turistům skrytém místě, určeném ke konání korunovačních obřadů a jiných dvorních ceremonií.